# Klein Matterhorn
Klein Matterhorn je hora o nadmořské výšce 3883 m nalézající se ve Walliské Waliských Alpách asi 9 km jižně od lyžařského střediska Zermatt.
Tvoří západní konec pohoří, které se táhne od Monte Rosy směrem k průsmyku Theodulpass a je od (Velkého) Matterhornu odděleno průsmykem Theodulpass.
Hora je výchozím bodem pro mnoho horských túr, například na Breithorn, Castor, Pollux nebo výchozím bodem pro celoroční lyžování na ledovci Theodulgletscher. Na přelomu ledna a února zde nejsou neobvyklé teploty kolem −35 °C. V létě se sotva oteplí na více než +5 °C.

## Dostupnost

### Lanovka
Od 23. prosince 1979 lze na Klein Matterhorn vyjet lanovkou ze Zermattu přes mezistanici Trockener Steg (2930 m). Z horní stanice (3820 m) vede tunel na ledovcovou plošinu na jihu, a tím i do lyžařského areálu, který společnost Zermatt Bergbahnen prodává jako ledovcový ráj Matterhorn. Uprostřed tunelu vede osobní výtah a schody na vlastní vrchol (3883 m). Z tamní vyhlídkové plošiny je obrovský výhled a 360° panorama na okolní vrcholy švýcarských, italských a francouzských Alp.
Výstavbou této lanovky Klein Matterhorn vystřídal o několik metrů nižší Aiguille du Midi (3842 m) na pozici nejvyššího bodu v Alpách, na který se lze dostat lanovkou.
Lanovou dráhu postavila společnost Von Roll, dvě kabiny pro 100 osob dodala firma CWA. Má výškový rozdíl 890 m a délku 3671 m se dvěma nosnými a jedním tažným lanem. Tři podpěry lanovky jsou umístěny poměrně blízko sebe nad stanicí Trockener Steg. Rozpětí, které následuje k horní stanici, je tak dlouhé, že kabiny za poslední podpěrou zpočátku ztrácejí výšku, dokud nezačnou stále strměji stoupat k horní stanici. S výškou 2885 m se jedná o nejdelší rozpětí ve Švýcarsku. Zavěšení kabin proto tvoří velmi vysoká ocelová příhradová konstrukce. Vozík má 12 válečků na každé závěsné lano, celkem tedy 24 válečků. Dráha se pohybuje rychlostí max. 8 m/s (28,8 km/h) a dosahuje tak přepravní kapacity max. 600 osob za hodinu [3].
Kvůli rychlému stoupání se u citlivých osob často objevují bolesti hlavy a další příznaky výškové nemoci.

### Gondolová lanovka
Dalším způsobem, jak se dostat na Klein Matterhorn, je nová gondolová lanovka. Stavěla se od dubna 2016 a otevřena byla 29. září 2018. 100 dní se stavělo každé léto. Jedná se o nejvýše položenou lanovku se třemi nosnými lany na světě a vede souběžně se stávající lanovkou z Trockenen Steg na Klein Matterhorn. Přepravní kapacita se tak zvýšila o 2000 osob za hodinu a nyní je možný celoroční provoz lanovky. Lanovka se skládá z 25 kabin po 28 místech, výrobcem kabin je SIGMA, design je od Pininfariny. Doba jízdy je přibližně 9 minut při rychlosti 7,5 m/s..

## Lyžařský areál
Klein Matterhorn je součástí lyžařské oblasti Zermatt, která je v provozu po celý rok. Letní lyžařský areál v Zermattu je největší a nejvyšší svého druhu v Evropě.
Gobba di Rollin, ležící několik set metrů jižně od Klein Matterhornu na hranici mezi Itálií a Švýcarskem, je se svými 3899 metry nejvyšším bodem všech evropských lyžařských oblastí. Odtud je možný přímý sjezd do lyžařské oblasti Breuil-Cervinia přes Plateau Rosa nebo průsmyk Theodulpass.

## Vrcholová restaurace
V roce 2006 vypsal Zermatt soutěž na zkrášlení a modernizaci Klein Matterhornu, protože kromě automatu na občerstvení zde dříve nebylo vůbec žádné stravování. V zimní sezóně 2008/2009 byla těsně pod vrcholem dokončena turistická infrastruktura včetně restaurace a vysokohorského ubytování. Budova byla postavena v souladu s energetickým standardem pasivního domu Minergie P. V roce 2015 byla restaurace a prodejna suvenýrů přestavěna.

## Ledovcový palác
Nově vybudovaný výtah vede přímo z restaurace k nejvýše položenému ledovcovému paláci na světě. Ten leží asi 15 metrů pod povrchem ledovce. V paláci si můžete působivě prohlédnout ledovec a jeho trhliny. Kromě toho jsou zde vystaveny umělecky ztvárněné ledové sochy.

## Projekty

### Další lanovka
Společnost Zermatt Bergbahnen AG plánuje výstavbu další lanovky na Klein Matterhorn – spojení z Testa Grigia na Klein Matterhorn. V současné době se prověřují dvě varianty: Pokračování lanovky 3S-Bahn nebo lanovka provozovaná nezávisle na lanovce 3S-Bahn. Obě varianty nevyžadují podpěry. Kapacita závisí na tom, která varianta bude nakonec zvolena. Toto zařízení tak dodatečně propojí lyžařské oblasti Švýcarska a Itálie.

## Světový pohár v lyžování
Od sezóny 2022/23 se budou na nové závodní trati Gran Becca koncem podzimu konat závody ve sjezdu v rámci zahájení sezóny Světového poháru v alpském lyžování. Start se nachází mírně pod Gobba di Rollin ve Švýcarsku, cíl je ve střední stanici Laghi Cime Bianche nad střediskem Cervinia v Itálii.

## Galerie

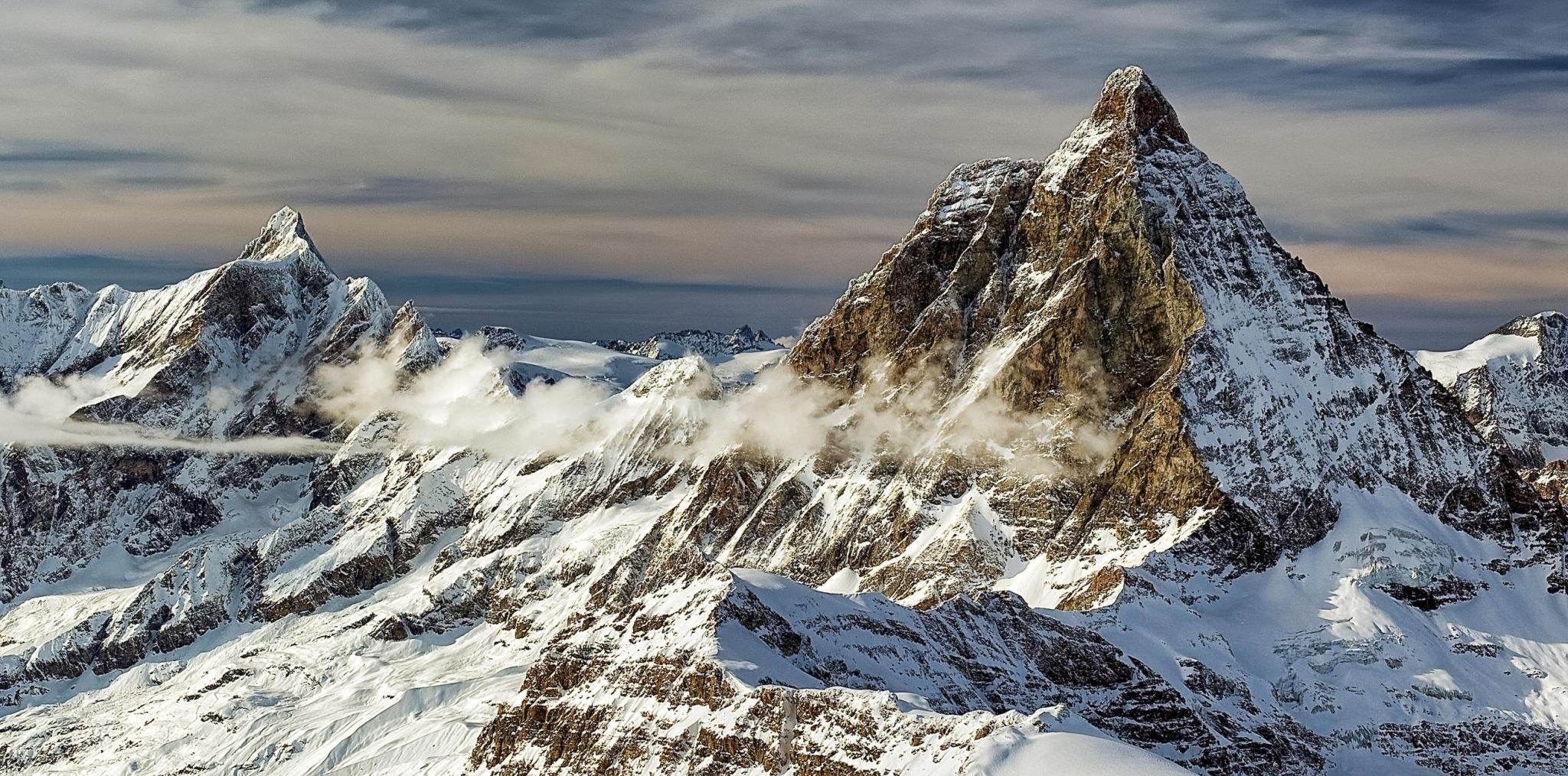
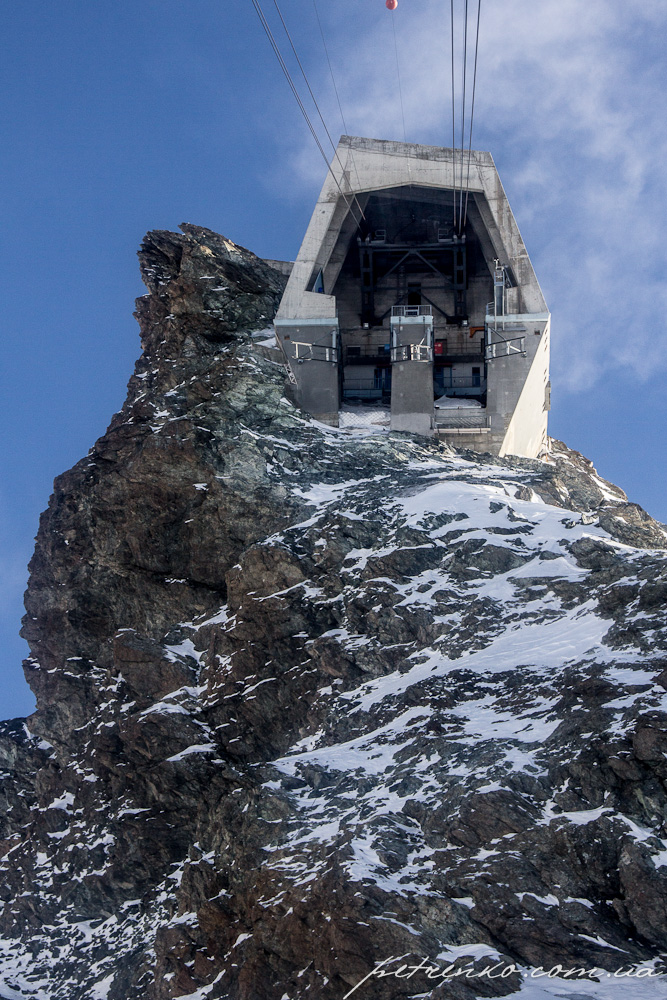
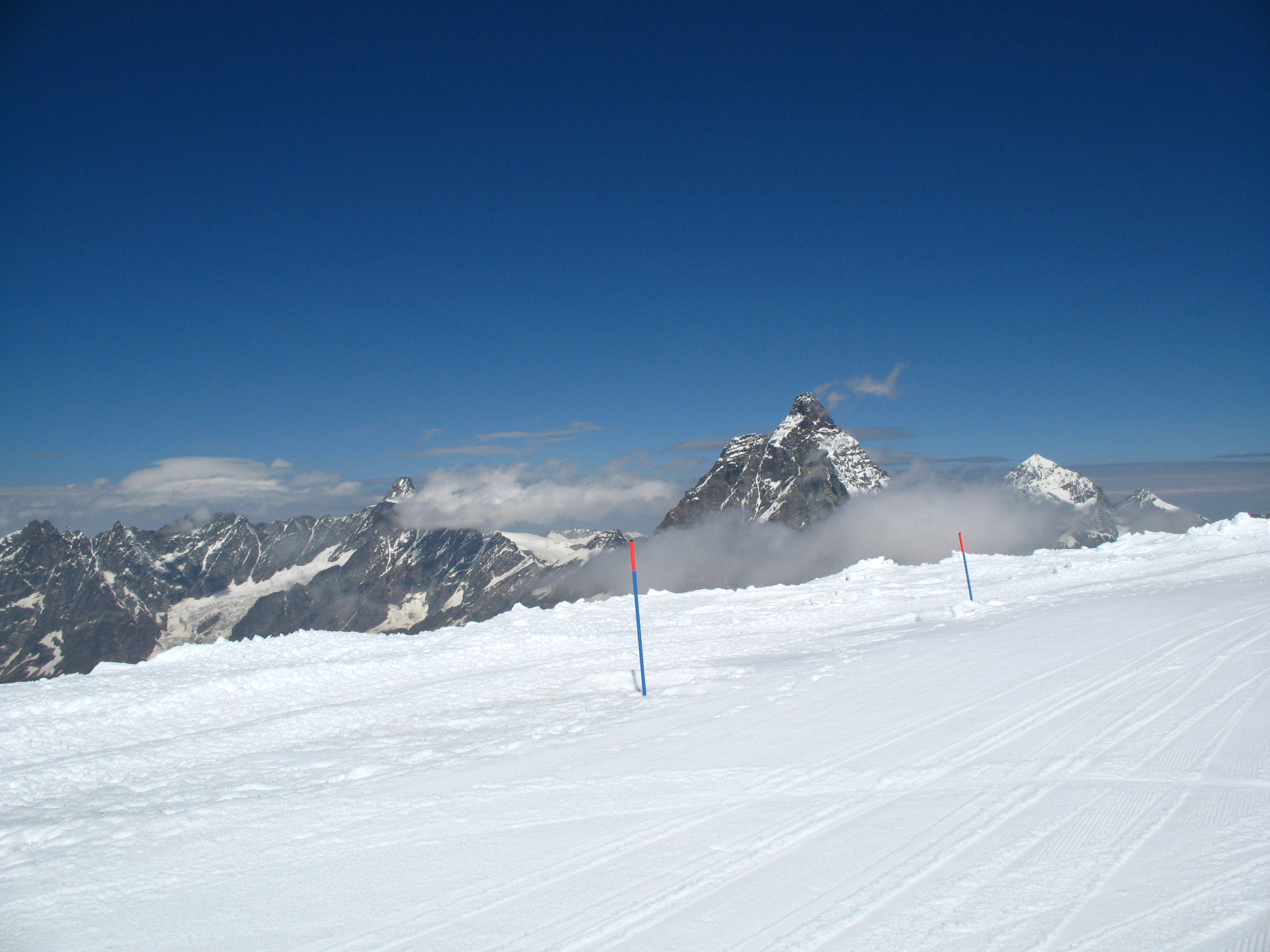
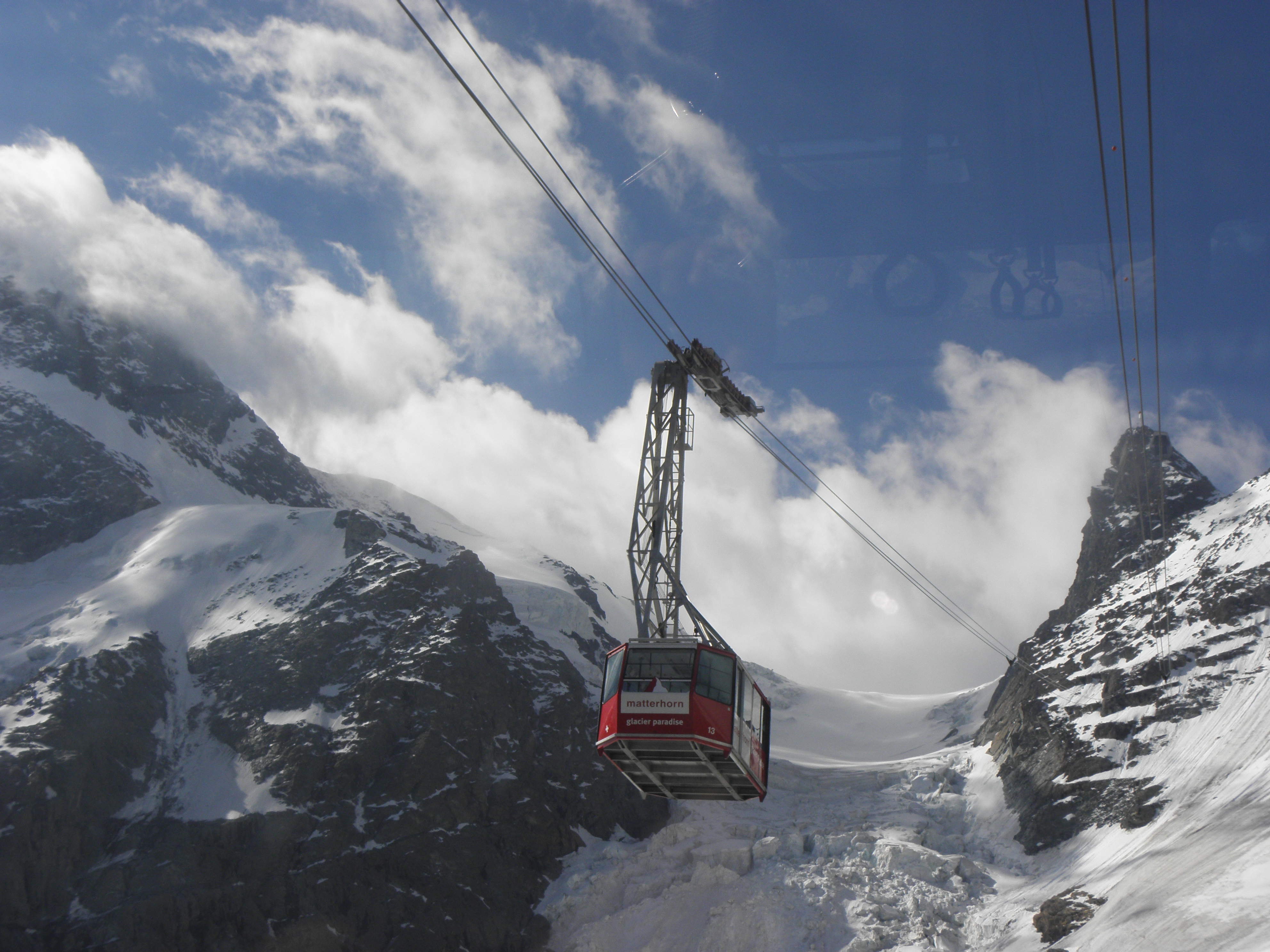
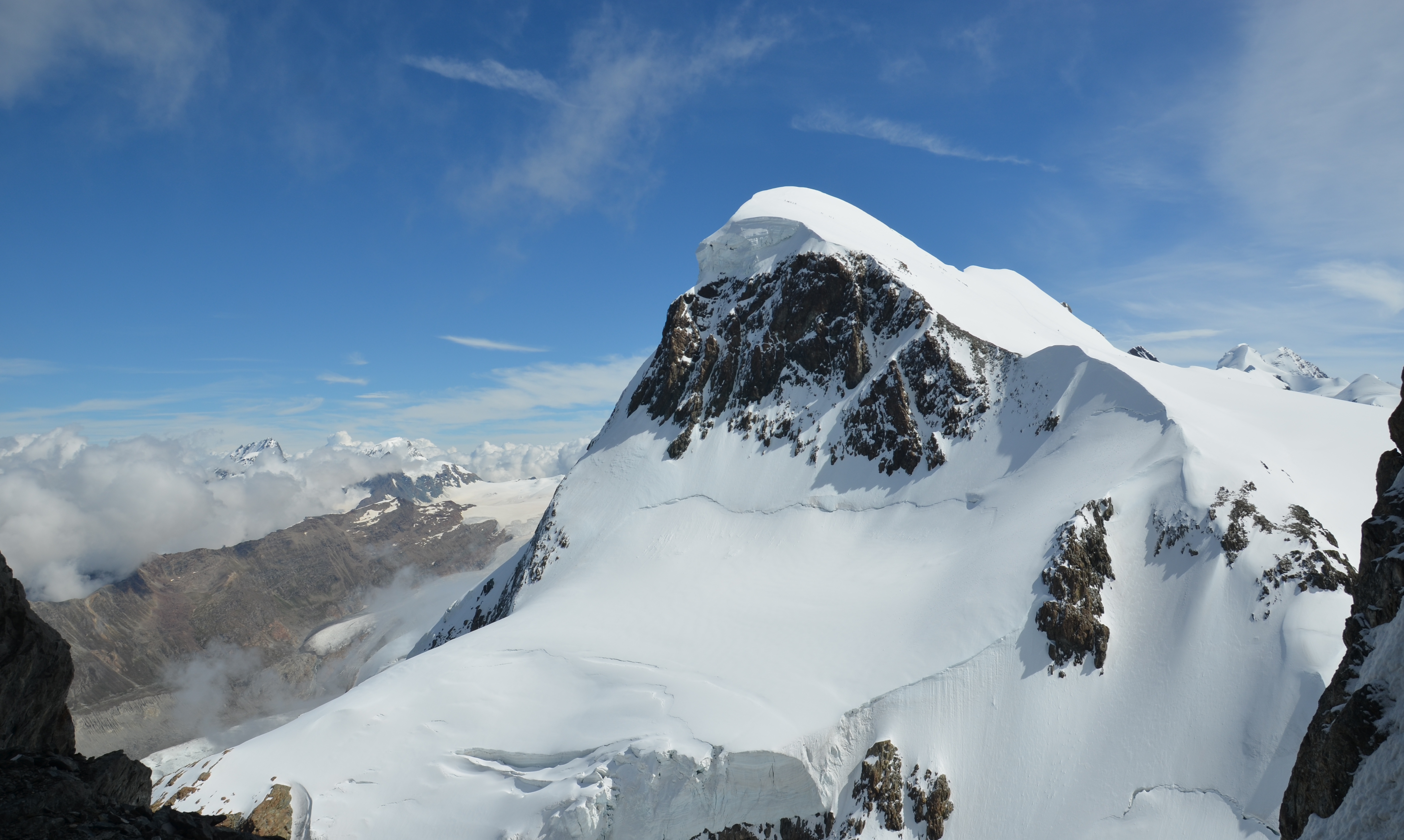
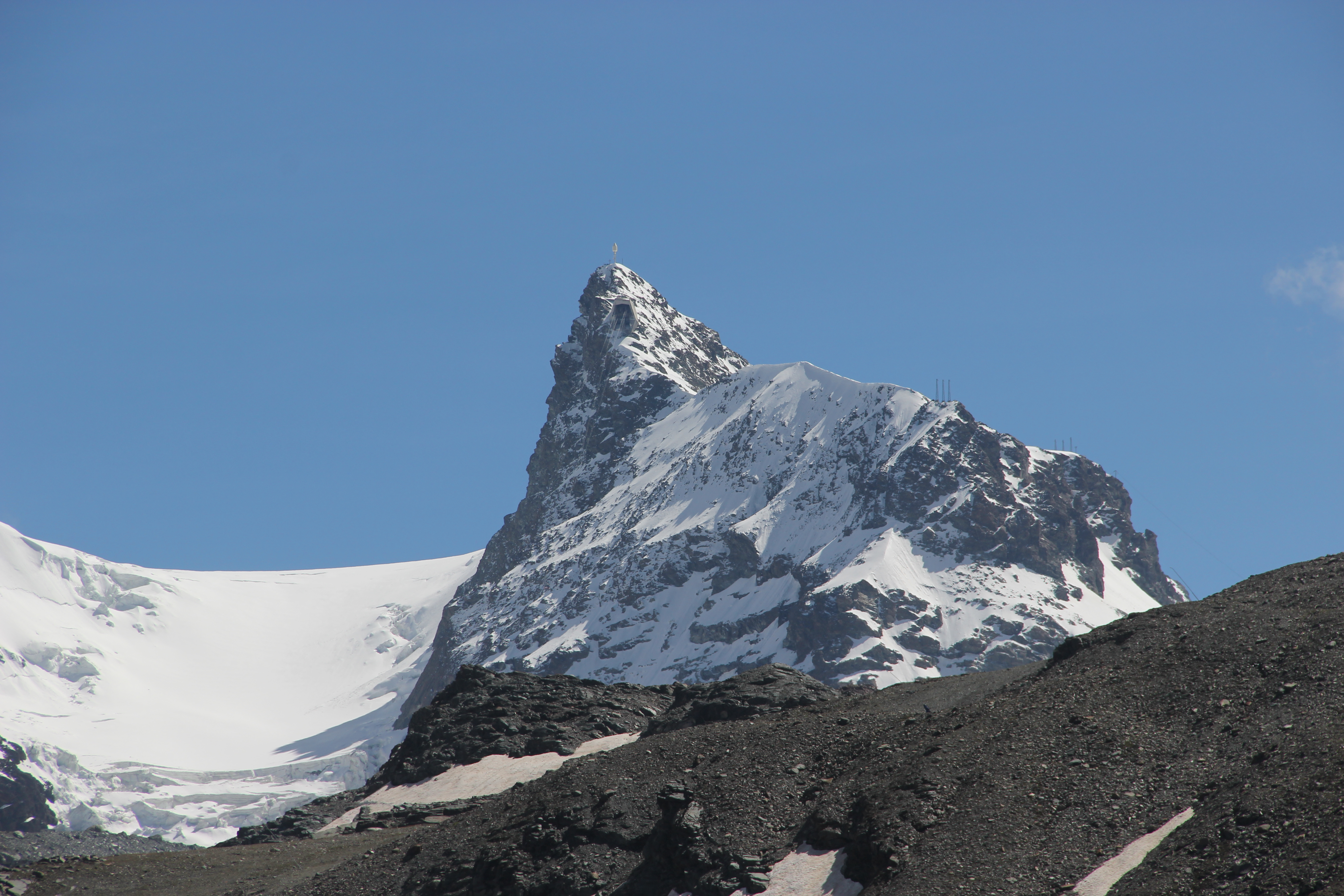